# Св. св. Петър и Павел (Сърбяни)
Вижте пояснителната страница за други значения на Свети апостоли Петър и Павел.
„Св. св. апостоли Петър и Павел“ (на македонска литературна норма: „Св. св. апостоли Петар и Павле“) е късносредновековна църква в кичевското село Сърбяни, Република Македония. Църквата е част от Кичевското архиерейско наместничество на Дебърско-Кичевската епархия на Македонската православна църква – Охридска архиепископия.
Църквата е гробищен храм, разположен в южния край на селото. Изградена е в XV век. Според османско преброяване от 1494 година в селото живеел поп Никола със синовете си, който служел в църква със същото име. Църквата била съборна за околните села и я викали Голема църква. Църквата е обновявана три пъти. Последното обновяване на църквата е в първата половина на ХХ век, а най-голямата част от фреските са обновени след Втората световна война. В 1994 година тържествено е отпразнувана 500-годишнина на църквата със света литургия отслужена от архиепископ Михаил Охридски и Македонски в съслужение с митрополит Тимотей Дебърско-Кичевски и в присъствие на президента Киро Глигоров.